# Elevador do Lavra

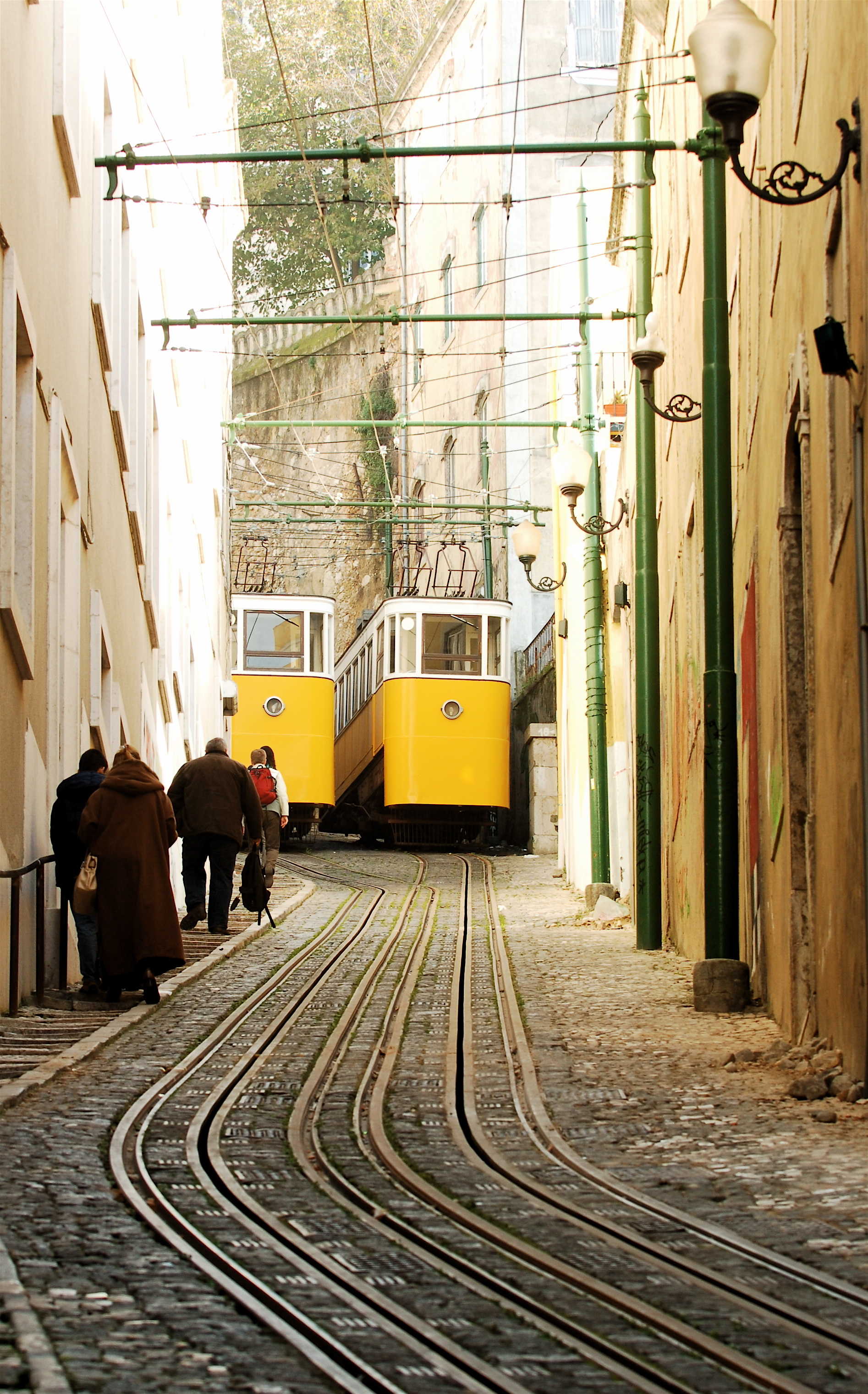
Elevador do Lavra.

El Elevador do Lavra, con más de 130 años de existencia, es el funicular más antiguo de Lisboa (Portugal).

## Características
Situado en la Calçada do Lavra, entre Avenida y Martím Moniz, une la calle Câmara Pestana y el Largo da Anunciada, con una extensión total de 188 metros y una pendiente media del 22,9%.
El elevador fue construido por el ingeniero portugués Raoul Mesnier du Ponsard (también responsable de los elevadores da Glória, da Bica y de Santa Justa). Su inauguración tuvo lugar el 19 de abril de 1884. El funicular, que en origen utilizaba un mecanismo de vapor semejante al de las locomotoras, fue posteriormente modernizado con la tecnología eléctrica de la red de tranvías.
El Elevador do Lavra es propiedad de la Companhia de Carris de Ferro de Lisboa. Se encuentra clasificado como Monumento Nacional de Portugal desde febrero de 2002.